# 美国梦幻乐园
美国梦幻乐园是中華人民共和國上海市嘉定區歷史上的一個遊樂場，位於黃渡曹安路。美国梦幻乐园也是該國第一个主题乐园，建于1996年。该园区占地约450亩，樂園內包括缤纷大道、荒蛮西部（西部牛仔）、欧陆寻源，仙岛奇境和今日美国在內的五个主题。其中繽紛大道模仿的是20世紀初美國小鎮的風景。2001年，該樂園倒闭。